# Jugoslavien i olympiska sommarspelen 1932
Jugoslavien deltog med en deltagare vid de olympiska sommarspelen 1932 i Los Angeles. Landets deltagare erövrade ingen medalj.